# Petreasa (okręg Alba)
Petreasa – wieś w Rumunii, w okręgu Alba, w gminie Horea. W 2011 roku liczyła 52 mieszkańców.